# Masalia depicta
Masalia depicta är en fjärilsart som beskrevs av Swinhoe 1891. Masalia depicta ingår i släktet Masalia och familjen nattflyn. Inga underarter finns listade i Catalogue of Life.